# السعيد اليجري
السعيد عليلي اليجري لغوي، نحوي، مقرئ، فقيه، مفتي، مدرس، مصلح جزائري.

## النسب، الاسم العائلي
سعيد بن علي بن محمد بن محمد بن علي بن أحمد (1597 م) بن علي بن موسى. لقبه العائلي هو عليلي نسبة لجده الأعلى علي بن موسى، الذي عاش بين سنتي 1523 م و1605 م، وينسب له تأسيس قرية آث ميزار.
أما اسم شهرته فهو السعيد اليجري نسبة إلى عرش بني يجر أين ولد في قرية آث سيدي احمد واعلي. ويقع هذا العرش حاليا بـ بلدية بوزقن (دائرة بوزقن، ولاية تيزي وزو). كما قد يلحق باسمه أحيانا الزواوي نسبة إلى قبيلة زواوة المعروفة.

## الميلاد والوفاة
ولد سنة 1290 / 1873 م. توفي في 5 محرم 1371 / 5 أكتوبر 1951 م.

## الدراسة - الأساتذة
- الشيخ علي بن محمد اليجري

هو والده، الذي لم يتمكن من مواصلة دراسته نظرا للاحتلال الفرنسي وممارساته. تولى الإمامة بمسجد قرية إحيطوسن، ثم تركها ليمتهن الفلاحة بقريته. تعلم عليه الشيخ السعيد اليجري مبادئ القراءة والكتابة.
ثم أرسله أبوه إلى زاوية سيدي عبد الرحمان اليلولي ليدرس بها ابتداء من سنة 1305 / 1887 م إلى غاية سنة 1313 / 1895 م.
- الشيخ الصادق بن زكري (أو البسكري) الذي تولى فيما بعد منصب الإفتاء بمدينة تيزي وزو.
- الشيخ الشريف الإفليسي (ت 1918 م)

أصله من قرية ثيمليلين (فليسة البحرية، ولاية تيزي وزو)، درّس في عدة زوايا بمنطقة زواوة.
- الشيخ الطاهر القيطوسي

أرغمه الاحتلال الفرنسي على تولي وظيفة القضاء بمدينة عنابة. لكنه سرعان ما استقال منها، ليعود من جديد إلى ميدان التدريس في المعاهد والمساجد.
- الشيخ محمد السعيد بن زكري (ت 1914 م)

المفتي المالكي بالجزائر العاصمة، والأستاذ المدرس بالمدرسة العليا (الثعالبية) بالجزائر.
- الشيخ عبد القادر المجاوي

إمام مسجد سيدي رمضان بالقصبة، والأستاذ المدرس بالمدرسة العليا (الثعالبية)، المتطوع لإلقاء شتى الدروس، على الطلبة الأحرار، في مساجد الجزائر (العاصمة).
- الشيخ السعيد بالحريزي القلي

الإمام والمدرس بمسجد مسجد سيدي الصوفي بمدينة بجاية. 
شد الرحال إليه سنة 1914 م، وقد درس عليه الأصول، والفقه بقسميه: العبادات والمعاملات معتمدا على مختصر خليل المالكي. وقد أجازه شفويا بداية ثم كتابيا في شهادة (بخط يده) تنوه بكفائته، ودرجة تحصيله، وقدراته على القيام بمهام التعليم والتدريس.

## التصوف
احتراما للتقليد الجاري آنذاك، فزيادة على دراسة العلوم، أخذ ما يسمى بالتلقين أو العهد أو الميثاق لإحدى الطرق الصوفية (أكثر ؟ الطريقة الرحمانية ؟) على شيخه الشريف الإفليسي. ثم جدد هذا الميثاق على يد الشيخ أحمد أجديد (من قرية ثرقة حنون، إغيل نزكري) المتوفى سنة 1938 م. لكن الظاهر أن الشيخ السعيد اليجري التزم بعدم منح الميثاق لغيره، لأسباب مجهولة وإن كانت بديهية.

## التعليم
قضى الشيخ السعيد اليجري (53) ثلاث وخمسين سنة في مهنة التدريس، جال خلالها في حوالي (12) اثنتي عشرة زاوية. وقد اشتهر الشيخ السعيد اليجري في عصره بإلمامه الواسع بقواعد اللغة العربية، فلقب بالأمازيغية قادوم النحو أو تَاڤلزيمت أو ثاقافاشث نت جرومت.
وفيما يلي قائمة الزوايا التي درّس بها:
- زاوية سيدي أحمد أويحي بقرية أمالو، بمنطقة آث عيذل (ولاية بجاية).أرسله إليها شيخه الطاهر القيطوسي لمساعدة الشيخ الحسن في التدريس سنة 1896 م، وهو في الثالثة والعشرين من عمره، ولم يكن قد أتم تعليمه بعد. وكان معظم طلبتها آنذاك (حوالي 90 طالبا) أكبر سنا منه، ومكث بها أربع سنوات.
- زاوية سيدي بويحي، بعرش آث دوالة، بمنطقة آث عيسي (ولاية تيزي وزو).
- زاوية تفريت ناث اومالك، بعرش آث يجر (ولاية تيزي وزو).
- زاوية ثينبذار، سيدي موسى، بعرش آث وغليس (ولاية بجاية).
- زاوية ناث حالة، بمنطقة إلماين (ولاية برج بوعريرج).
- زاوية سيدي يحي أوموسى، بمنطقة آث وغليس (ولاية بجاية).
- زاوية سيدي ابن علي الشريف، بمنطقة إشلاظن، يلولة أوسامار (ولاية بجاية).
- زاوية سيدي السعيد الحاج، مسيسنه، بمنطقة صدوق (ولاية بجاية).
- زاوية عبد الرحمن اليلولي، يلولة أومالو (ولاية تيزي وزو).
- زاوية حوره، أث سيدي أسعيد، بعرش آث يجر (ولاية تيزي وزو).
- منزل الشيخ السعيد اليجري، بقرية آث سيدي أحمد، بعرش آث يجر.
- زاوية سيدي أعمر والحاج، بعرش آث يجر (ولاية تيزي وزو).

## تلاميذه
- الشيخ محمد الطاهر آيت علجت
- الشيخ الأستاذ باعزيز بن عمر (1906 ـ 1977 م)
- الشيخ عمرو العنابي اليلولي
- الشيخ محمد أمزيان الثعالبي (1914 ـ م)
- الشيخ الهادي زروقي (1892 ـ 1959 م)
- الشيخ عبد الله أو شرع الله
- الشيخ الأستاذ محمد الصالح الصديق
- الشيخ عبد الرحمان حامي
- الشيخ محمد أرزقي حملات الأمعوشي
- الشيخ سي محند الخلفاوي
- الشيخ شريف بوشبوب.
- الشيخ محمد العربي الحضيري.

## إصغاء للمجتمع: الفتوى، المصالحة، ...
بالإضافة إلى مهام التدريس كان على الشيخ، وهو ما يطلبه المجتمع من نخبته، أن يستقبل الزوار في داره، الذين كانوا يأتونه طلبا لفتوى أو نصيحة أو لعرض قضية شائكة يبحث أصحابها عن حل أو حتى مساعدة مادية. وأهم دور كان يقوم به العالم هو المصالحة بين المتخاصمين، خاصة في فترة كتلك عم فيها الجهل. 
وكان عليه أن يفتح صدره للجميع، ويسهر على تلبية هذه المطالب قدر المستطاع، دون ضجر أو ملل.
كما كان له موقع في السوق الأسبوعية التي كانت تعقد أيام الثلاثاء بآث يجر للنظر في مشاكل القرويين، وقد يضطر أحيانا إلى الانتقال إلى القرى لحلها في عين المكان بمعية أعيانها.

## الإصلاح، النشاط الثقافي ـ السياسي
- الاتصال بالشيخ عبد الحميد ابن باديس

زار الشيخ عبد الحميد بن باديس مدينة عزازقة سنة 1925 م، وكان الشيخ السعيد اليجري في استقباله. وقد رد له هذه الزيارة سنة 1929 م، كتب عنها الشيخ عبد الحميد بن باديس في مجلة الشهاب (ج 9، المجلد 5، أكتوبر 1929 م) مقالا بعنوان الشيخ السعيد بن علي الزواوي في قسنطينة، جاء فيه: تشرفنا بزيارة الشيخ السعيد بن علي أيجّر، العالم الزواوي المدرس بزواياها، فرأينا منه عالما مصلحا، وحدثنا في مواضيع شتى، من مواضع الإصلاح الديني والتعليمي. ومما يستحسنه الشيخ – ويرجو منه الخير للدين والوطن. قال : ينبغي أن يجتمع وفد من أكابر العلماء المصلحين بالقطر، ويشرع في سياحة عامة نظامية، الغاية منها تذكير الناس وتشويقهم لمناهل العلم الصحيح، وإزالة الظنون الفاسدة وسوء التفاهم بين الناس، وتعويضها بالأخوة والوئام مثل ما بلغنا عما يقوم به الأستاذ الشيخ ابن باديس صاحب هذه المجلة الراقية. والغرض من سفر هذا الشيخ الوقور هو حب الاطلاع والاجتماع برجال العلم والأدب.
- تأسيس جمعية العلماء المسلمين الجزائريين

كان من بين أعضاء الجلسة التمهيدية لتأسيس الجمعية، التي كان عليها اختيار مجموعة من الشيوخ، كمرشحين لانتخاب الهيئة الإدارية للجمعية طريقة الاقتراع، فألقي عليها اقتراح باختيار جماعة معينة، وقع الإجماع على اختيارها، وهذا أسماؤهم، وهم الأساتذة:
عبد الحميد بن باديس، محمد البشير الإبراهيمي، الطيب العقبي، محمد الأمين العمودي، مبارك الميلي، إبراهيم بيوض، المولود الحافظي، مولاي بن شريف، الطيب المهاجي، السعيد اليجري، حسن الطرابلسي، عبد القادر القاسمي، محمد الفضيل اليراتني. (مجلة الشهاب، ج 5، المجلد 2، محرم 1350 / ماي 1931 م).
- تأسيس جمعية علماء السنة

ورغم مساهمته في تأسيس جمعية العلماء المسلمين الجزائريين، إلا أنه انسحب منها، لينظم إلى جمعية علماء السنة، بسبب اختلاف في الرؤى قد يكون لحدة بعض غلاة الإصلاح كالشيخ الطيب العقبي مسؤولية فيه. ولم تزد مدة نشاط هذه الجمعية السنة الواحدة، انتهت بانسحاب رئيسها الشيخ المولود الحافظي الذي تعرض للرشق بالبيض والطماطم في جامع عنابة سنة 1932 م من طرف مناصري جمعية العلماء المسلمين الجزائريين بحسب ما يرويه الشيخ أحمد حماني.

## المراسلات العلمية
بالرغم من انشغاله التام بالتعليم، وبالرغم من وجوده في منطقة معزولة نسبيا، إلا أنه مما يلاحظ أنه كانت له مراسلات علمية مع عدد كبير من العلماء، منهم من كانت تربطه علاقة التتلمذ أو الأستاذية أو الصداقة:
- أبو القاسم البوجليلي العباسي
- أرزقي أبو يعلى
- الحسن بن فارس العيدلي
- الشيخ أبو يعلى الزواوي
- الشيخ السعيد أبهلول الورثلاني
- الشيخ السعيد الزلالي
- الشيخ الشريف الإفليسي
- العلامة عبد القادر المجاوي
- الشيخ محمد السعيد بن زكري
- الشيخ الصادق بن زكري
- محمد السعيد السحنوني الإيراثني
- محمد واعمارة الوزلاجي

## آثاره
نشر العديد من المقالات في صحيفة النجاح التي كانت تصدر بقسنطينة.

## مواضيع ذات صلة
- قائمة أعلام الجزائريين
- المرجعية الدينية الجزائرية
- جمعية العلماء المسلمين الجزائريين
- عبد الحميد بن باديس